# Lincoln (California)
Lincoln es una ciudad ubicada en el condado de Placer, California, Estados Unidos. Tiene una población estimada, a mediados de 2021, de 50 649 habitantes.
Es parte del área metropolitana de Sacramento-Roseville.

## Geografía
La ciudad está ubicada en las coordenadas 38°52′28″N 121°17′34″O / 38.87444, -121.29278 (38.874464, -121.292886). Según la Oficina del Censo, tiene un área total de 62.71 km² , de la cual 62.60 km² son tierra y 0.11 km² son agua.

## Demografía
Según la Oficina del Censo, en 2000 los ingresos medios de los hogares de la localidad eran de $45,547 y los ingresos medios de las familias eran de $51,166. Los hombres tenían ingresos medios por $38,460 frente a los $25,603 que percibían las mujeres. Los ingresos per cápita para la localidad eran de $19,447. Alrededor del 12.4% de la población estaba por debajo del umbral de pobreza.
De acuerdo con la estimación 2017-2021 de la Oficina del Censo, los ingresos medios de los hogares de la localidad son de $93,232 y los ingresos medios de las familias son de $108,100. Los ingresos per cápita en los últimos doce meses, medidos en dólares de 2020, son de $44,525. Alrededor del 6.8% de la población está por debajo del umbral de pobreza.